# Lennart Samuelsson

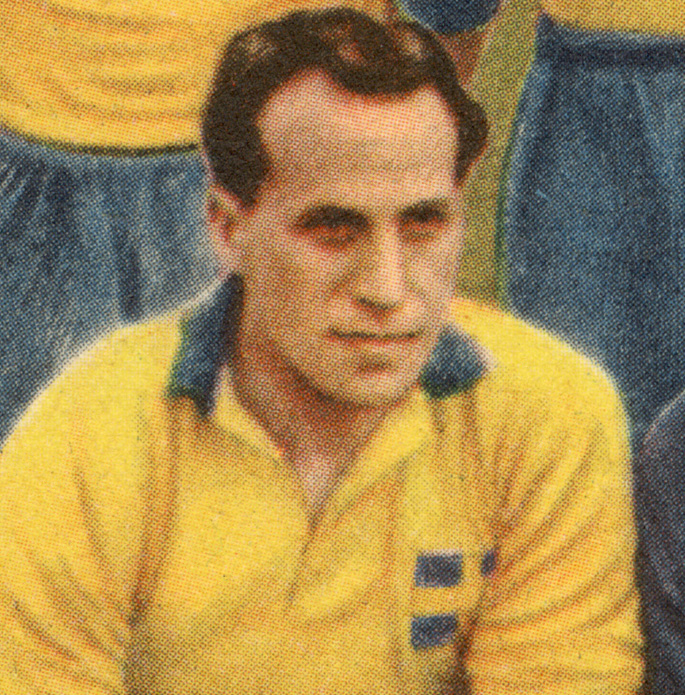
Lennart Samuelsson (ca. 1952)

Lennart Samuelsson (* 7. Juli 1924 in Borås, Schweden; † 27. November 2012 in Borlänge, Schweden) war ein schwedischer Fußballspieler und -trainer.

## Laufbahn

### Spielerkarriere
Nachdem Samuelsson bei mehreren kleinen Vereinen in seiner Heimatstadt gespielt hatte, wechselte er 1947 zu IF Elfsborg, wo er in der Allsvenskan debütierte. 1950 wechselte er für eine Saison zu OGC Nizza, mit dem er 1951 französischer Meister wurde. Anschließend kehrte er wieder zu IF Elfsborg nach Schweden zurück.
Samuelsson war 36 Mal schwedischer Nationalspieler. Er nahm an der Weltmeisterschaft 1950 teil, bei der er mit der Landesauswahl Dritter wurde. Nach seinem Wechsel nach Frankreich wurde er als Profispieler nicht mehr für die Nationalmannschaft berücksichtigt. Nach seiner Rückkehr nach Schweden 1951 erhielt er wieder Amateurstatus und war somit bei den Olympischen Spielen 1952 spielberechtigt und holte mit der Mannschaft Bronze.

### Trainerkarriere
Nach Ende seiner aktiven Laufbahn wechselte Samuelsson auf die Trainerbank. Sein erstes Engagement führte ihn zu IFK Luleå in die Division 2. 1963 ging er zu IK Brage, mit dem er 1965 in die Allsvenskan aufstieg. Später verließ er den Klub und ging zum Ligarivalen Örebro SK. Bis 1970 betreute er den Verein in der ersten Liga und kehrte zum IK Brage zurück. Dort war er bis 1973 tätig.
Später war er bei der Stadt Borlänge angestellt. Dort starb er auch am 27. November 2012 im Alter von 88 Jahren.